# 발리호랑이
발리호랑이는 인도네시아 발리 섬에 살았던 호랑이의 아종이다. 수마트라호랑이보다 훨씬 작았으며, 전체 길이는 2m 정도이다. 무차별적으로 사냥되어 1937년 이후 생존이 확인되지 않고 멸종되었다. 주로 사슴이나 멧돼지 등 작은 발굽동물을 잡아먹었다.

## 같이 보기
- 호랑이
- 홀로세 멸종